# Janet Thornton
Janet Maureen Thornton (née le 23 mai 1949) est une scientifique britannique, directrice émérite de l'Institut européen de bio-informatique (EBI), qui fait partie du Laboratoire européen de biologie moléculaire (EMBL),. Elle est l'une des plus grandes chercheuses en Bio-informatique structurale, utilisant des méthodes informatiques pour comprendre la structure et la fonction des protéines,,. Elle est directrice de l'EBI d'octobre 2001 à juin 2015 et joue un rôle clé dans ELIXIR.

## Éducation
Janet Thornton fréquente la Bury Grammar School jusqu'en 1967, où elle est préfète en chef. Après avoir obtenu son diplôme en physique à l'Université de Nottingham, Thornton obtient une maîtrise en biophysique au King's College de Londres et un doctorat en biophysique à l'Institut national de recherche médicale de Mill Hill, Londres en 1973.

## Carrière et recherche
Après son doctorat, Thornton travaille en biophysique moléculaire avec David Chilton Phillips à l'Université d'Oxford,. En 1978, elle retourne à l'Institut national de recherche médicale, puis obtient une bourse au Birkbeck College, qui fait partie de l'Université de Londres. En 1990, elle est nommée professeur et directrice de l'unité de structure et de modélisation biomoléculaires au département de biochimie et de biologie moléculaire de l'University College de Londres, puis est également nommée à la chaire Bernal du département de cristallographie du Birkbeck College.
Thornton est directrice de l'Institut européen de bioinformatique (EBI) de 2001 à 2015, sur le Wellcome Genome Campus à Hinxton près de Cambridge. Elle est organisatrice de la conférence conjointe sur les systèmes intelligents pour la biologie moléculaire (ISMB) et la Conférence européenne sur la biologie computationnelle (ECCB) à Glasgow en 2004.
Le travail de Thornton est hautement interdisciplinaire et s'interface entre autres avec la biologie structurale, la bioinformatique, la chimie biologique et la chimioinformatique. Elle est l'une des pionnières de la validation de structure pour la cristallographie des protéines, en développant le logiciel ProCheck, largement utilisé. Avec Christine Orengo, elle introduit la classification CATH de la structure des protéines,,,,,,. Son groupe développe un outil robuste de classification, de comparaison et d'annotation des enzymes - l'EC-BLAST  qui calcule la similarité entre les enzymes sur la base de réactions chimiques en capturant le(s) changement(s) de liaison, le(s) centre(s) de réaction ou la similarité structurelle entre eux,.
De 2008 à 2012, elle coordonne la phase préparatoire de quatre ans de l'infrastructure européenne de données sur les sciences de la vie ELIXIR. Depuis 2013, elle reste membre du conseil d'administration d'ELIXIR en tant que déléguée scientifique de l'EMBL.
Thornton est élue membre de la Royal Society (FRS) en 1999. Elle devient membre de l'Organisation européenne de biologie moléculaire (EMBO) en 2000, associée étrangère de l'Académie nationale des sciences des États-Unis en 2003 et membre de l'Académie des sciences médicales (FMedSci) en 2014. Thornton est membre surnuméraire du Churchill College de Cambridge. Elle est élue Fellow de la Royal Society of Chemistry (FRSC) en 2017.
Thornton est nommée Commandeur de l'Ordre de l'Empire britannique (CBE) en 2000 et Dame Commandeur de l'Ordre de l'Empire britannique (DBE) lors des honneurs d'anniversaire de 2012 pour services rendus à la bioinformatique. Le Times désigne Thornton numéro 86 de son « Eureka 100 » des scientifiques britanniques en 2010. Elle reçoit le prix Suffrage Science en 2011.